# 2021年3月羅興亞難民營大火
羅興亞難民營大火始於2021年3月22日晚上，導致大面積的巴魯卡里難民營被摧毀。大火導致至少15人死亡，400人失蹤，45,000人流離失所。

## 背景

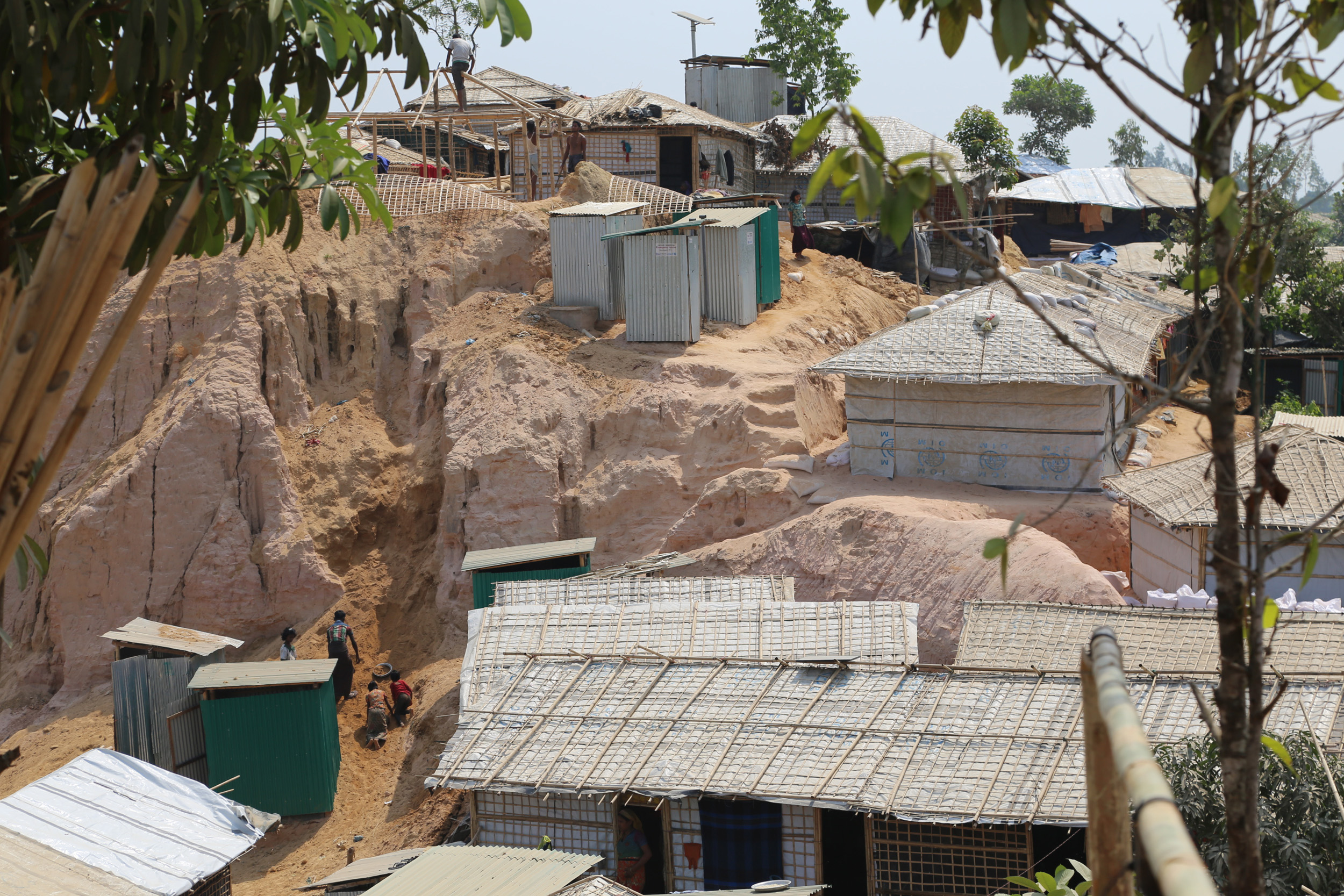
在巴魯卡里難民營內一座山上的臨時棚屋（2018年）

2017年，數十萬羅興亞穆斯林離開緬甸若開邦，躲避政府的军事行動，估計共有超過100萬的羅興亞人流亡到其他國家，大部分人逃往孟加拉國。根據聯合國的報告，截至2019年7月，有超過74萬羅興亞人從若開邦逃離或被趕出，到孟加拉國尋求庇護。巴魯卡里難民營被認為是全球最大的難民營之一，居住了孟加拉100萬羅興亞人的十分之一，覆蓋了8,000英畝（3,200公頃）內34個營，根據聯合國代表，超過一半的居民為兒童。該地區曾在2017年發生過一次大火，令氣瓶爆炸。較小的火災亦在這次大火前兩天發生過，令一定數量的棚屋摧毀，2021年1月的火災亦燒毀了四間學校。

## 火災
2021年3月22日晚，位於科克斯巴扎爾西南方的巴魯卡里難民營突然出現火災，居民形容火勢從南邊開始迅速蔓延。根據聯合國難民署代表在3月23日所說，至少15人在大火中死亡，並有 400 人失蹤，560人受傷，45,000人流離失所，形容大火為「巨大且具毀滅性」，世界糧食計劃署指大火摧毀了部分食品配送倉庫，診所、清真寺、社區中心等建築亦被摧毀。
難民營內大部分的居民為女性和兒童，而政府發言人指死亡人數中有一定數量為兒童， ，另有被困於瓦礫中的失蹤人口。国际红十字与红新月运动孟加拉代表團團長桑耶夫·卡夫利（Sanjeev Kafley）指超過17,000間房屋被摧毀，數萬人流離失所。這些房屋大部分使用竹和苫布臨時地建成當地傳媒報告指在火災開始後8小時，火勢仍然在蔓延，並持續至晚上。一名羅興亞難民向全国公共广播电台指「所有東西都消失了，數千個家庭無家可歸。」而天主教救濟服務指火災在下午爆發是不幸中的大幸，稱「人們當時正在移動，小朋友正在街上玩，令他們可以及時逃離現場」。《印度时报》指「至少4隊消防員竭力控制大火」，片段顯示大量黑煙籠罩著整個營地。

## 反應
火災發生的原因有待孟加拉國警察調查。人權監察者批評當局在難民營的四周放置有刺铁丝网，指其妨礙了人們逃離火災現場，並可能導致死亡人數上升。挪威難民理事會的揚·埃格蘭認為「營地如果沒有架設鐵絲網，這場悲劇可能就沒有那麼摧毀性。難民理事會工作人員曾聽過有難民指曾為了救家人、逃離火場、維持生命而穿越鐵絲網。」然而，警方否認有關鐵絲網的指控，政府發言人指，「圍欄並非主要問題所在」，把問題歸咎於火勢蔓延的速度而非設施。
另一個質疑是為何火災看似在一個相對頻率出現，因為有當地消防員指在4天內已有3次火災，國際特赦組織指，這些觀點認為「火災發生頻率巧合，特別是前幾次火災的調查都沒有查出原因並重覆發生」，一名代表難民的發言人指「這些火災不斷發生的原因不明確」。CBS報道指孟加拉當局懷疑有人縱火，稱「在短時間內發生這麼多火災不可能只巧合的事情」。世界糧食計劃署估計最終多達87,500人會受到火災影響，国际红十字与红新月运动更將這個數字估算至123,000人。由於熱帶氣旋季即將迫近，援助機構指火災會持續嚴峻的狀態。